# FÉG P9M
 (février 2025).
Si vous disposez d'ouvrages ou d'articles de référence ou si vous connaissez des sites web de qualité traitant du thème abordé ici, merci de compléter l'article en donnant les références utiles à sa vérifiabilité et en les liant à la section « Notes et références ».
 (février 2025).
La mise en forme du texte ne suit pas les recommandations de Wikipédia : il faut le « wikifier ».
Les points d'amélioration suivants sont les cas les plus fréquents :
- Les titres sont pré-formatés par le logiciel. Ils ne sont ni en capitales, ni en gras.
- Le texte ne doit pas être écrit en capitales (les noms de famille non plus), ni en gras, ni en italique, ni en « petit »…
- Le gras n'est utilisé que pour surligner le titre de l'article dans l'introduction, une seule fois.
- L'italique est rarement utilisé : mots en langue étrangère, titres d'œuvres, noms de bateaux, etc.
- Les citations ne sont pas en italique mais en corps de texte normal. Elles sont entourées par des guillemets français : « et ».
- Les listes à puces sont à éviter, des paragraphes rédigés étant largement préférés. Les tableaux sont à réserver à la présentation de données structurées (résultats, etc.).
- Les appels de note de bas de page (petits chiffres en exposant, introduits par l'outil «  Source ») sont à placer entre la fin de phrase et le point final[comme ça].
- Les liens internes (vers d'autres articles de Wikipédia) sont à choisir avec parcimonie. Créez des liens vers des articles approfondissant le sujet. Les termes génériques sans rapport avec le sujet sont à éviter, ainsi que les répétitions de liens vers un même terme.
- Les liens externes sont à placer uniquement dans une section « Liens externes », à la fin de l'article. Ces liens sont à choisir avec parcimonie suivant les règles définies. Si un lien sert de source à l'article, son insertion dans le texte est à faire par les notes de bas de page.
- La présentation des références doit suivre les conventions bibliographiques. Il est recommandé d'utiliser les modèles {{Ouvrage}}, {{Chapitre}}, {{Article}}, {{Lien web}} et/ou {{Bibliographie}}. Le mode d'édition visuel peut mettre en forme automatiquement les références.
- Insérer une infobox (cadre d'informations à droite) n'est pas obligatoire pour parachever la mise en page.

Pour une aide détaillée, merci de consulter Aide:Wikification.
Si vous pensez que ces points ont été résolus, vous pouvez retirer ce bandeau et améliorer la mise en forme d'un autre article.
Le FÉG P9M est un pistolet semi-automatique fabriqué en Hongrie. C'est une copie sans licence du pistolet Browning GP belge.

## Présentation
Le pistolet FÉG P9 est un clone esthétique et mécanique  du pistolet belge Browning HP de 1935 [ 3 ] [ 4 ] (dont des exemplaires se sont retrouvés en possession de l'armée hongroise pendant la Seconde Guerre mondiale , au cours de laquelle le Royaume de Hongrie était un allié de l' Allemagne nazie).
Dans les années 1970, à l' usine d'armes FÉG de Budapest, l'ingénieur Josef Kamenitzky a compilé un ensemble de documentation technique qui a permis de maîtriser la production d'un pistolet , cependant, les pistolets hongrois n'étaient pas basés sur le pistolet modèle 1935, mais sur l'une des modifications des années 1970.

## Versions
Au cours de sa production, cette arme a été déclinée en :
- P9 (Mauser 80 SA, Luger M80) – copie du FN GP « Vigilante ».
- FP9 - version équipée d'un rail de ventilation au dessus de la glissière. Dans les séries ultérieures de cette version, la forme du marteau et le levier du loquet de verrouillage ont également été modifiés.
- P9M - une version modernisée du P9 équipée de viseurs à trois points, d'un marteau et d'un levier de verrouillage de culasse de nouvelle forme. Le levier de sécurité a également été modifié (allongé).
- P9L (Mauser 80 SA Sport) - version sportive (IPSC). Version avec un canon plus long équipé d'un poids, de organes de visée réglables et d'un bouton de déverrouillage du chargeur agrandi.

Plus tard, la société privée hongroise « Keserű » a converti un petit nombre de pistolets FEG-P9M en pistolets d'alarme et les a vendus comme FÉG-P9M 9 mm PAK, qui offrent la possibilité de tirer uniquement des cartouches à gaz et à blanc

## Sources
- R. Caranta, Pistolets à grande capacité de feu, Editions Crépin-Leblond, 1985 : chapitre « FEG ».
- M. R. Popenker. « Pistolets FEG P9M et FP9 (Hongrie) », site Internet « Armes légères modernes du monde ».